# Arnaud Clément Tennis
Arnaud Clément Tennis (Hard Hitter Tennis) est un jeu vidéo de sport (tennis) développé et édité par Magical Company, sorti en 2001 sur PlayStation 2.
Il a pour suite Hard Hitter 2. La version française porte le nom du joueur Arnaud Clément.

## Accueil
- Jeuxvideo.com : 13/20[1]